# Peter Karl Endress
Peter Karl Endress ( 1942) es un botánico suizo. Ha realizado extensas expediciones botánicas a Alemania, Suiza, EE. UU. Está casado con la naturalista Mary E. Endress 1949.
Desarrolló su actividad científica y académica en la Universidad de Zúrich, donde se doctoró con honores, en 1968, ascendiendo nueve posiciones con la Universidad de Zúrich desde 1964 hasta el presente. Desde 2007 es profesor emérito. Además, ha actuado como Director del Instituto de Botánica Sistemática y Jardín Botánico de Zúrich.

## Algunas publicaciones

### Libros
- 2005. Structure and Relationships of Basal Relictual Angiosperms. N.º 426 de Mitteilungen aus dem Botanischen Museum der Universität Zürich. Ed. Institute of Syst. Bot. Univ. of Zurich, 24 pp.

- 1999. Gynoecium Diversity and Systematics of the Basal Eudicots. N.º 419 de Mitteilungen aus dem Botanischen Museum der Universität Zürich. Ed. Linnean Soc. 89 pp.

- friedrich Ehrendorfer, peter k. Endress, gerhard k. Gottsberger, jens g. Rohwer, wilfried Morawetz, h.-d. Behnke. 1986. Biology and evolution of tropical woody plants. Volumen 152 de Plant systematics and evolution. Ed. Springer-Verlag. 131 pp.

## Honores
- 2010: ganador de la Medalla David Fairchild por exploraciones botánicas, del Jardín Botánico Tropical Nacional
- La abreviatura «P.K.Endress» se emplea para indicar a Peter Karl Endress como autoridad en la descripción y clasificación científica de los vegetales.[2]